# Walter L. Fisher
Walter Lowrie Fisher (Wheeling, 4 de julho de 1862 – Winnetka, 9 de novembro de 1935) foi um advodado e político norte-americano que serviu como 25º Secretário do Interior de 1911 a 1913 durante a presidência de William Howard Taft.
Fisher era filho de Amanda D. Kouns e Daniel Webster Fisher, um pastor presbiteriano e presidente da Faculdade Hanôver. Ele cursou a Faculdade Marietta antes de se transferir para Hanôver em 1883 a fim de finalizar seu bacharelado. Em seguida estudou direito e mudou-se para Chicago, Illinois, onde abriu sua própria firma de advocacia.
Ele tornou-se em 1906 presidente da Liga Municipal de Votantes de Chicago, atacando políticos corruptos. Seus esforços foram tão influentes que quaisquer candidatos a cargos públicos necessitavam um juramento à liga para poderem ser eleitos. Fisher também tentou reformar o sistema de transporte da cidade ao novamente atacar a corrupção. Ao mesmo tempo estabeleceu a Associação Nacional de Conservação.
Fisher era amigo de data de Taft, que o nomeou primeiro para a Comissão de Segurança Ferroviária e em seguida o Departamento do Interior, posição esta que manteve até o final da presidência de Taft. No cargo de secretário, também ajudou a coordenar a campanha presidencial de seu amigo em 1912. Depois de deixar o governo, voltou para casa, onde morreu em 1935.